# Janus-kinase 2
La Janus-kinase 2 (JAK2) est une protéine de type tyrosine-kinase impliquée dans plusieurs voies de signalisation cellulaire responsables principalement de la survie et de la prolifération cellulaire. JAK2 est liée aux récepteurs de la famille des cytokines, (ceux-ci pouvant être activés par des cytokines, des facteurs de croissance tels que l’EPO-R, TPO-R, GM-CSF-R, gamma IFN, GH-R, PRL-R, etc.). Des mutations au niveau du gène codant la protéine JAK2 sont impliquées dans l’apparition de certaines maladies myéloprolifératives.

## Famille de protéines
JAK2 fait partie de la superfamille des kinases, une enzyme ayant pour rôle de transférer un groupe phosphate à des molécules cibles (substrats) grâce à l’ATP, processus appelé phosphorylation. Par ailleurs, la famille des tyrosines-kinases transfère plus particulièrement le groupe phosphate sur le domaine tyrosine des substrats. Finalement, cette famille contient la sous-famille des JAK (Janus kinase) qui sont des molécules de signalisation intracellulaire non réceptrices. Quatre membres font partie des JAK :
- Janus-kinase 1 (JAK1)
- Janus-kinase 2 (JAK2)
- Janus-kinase 3 (JAK3)
- Tyrosine-kinase 2 (TYK2)

## Historique
Les protéines JAK1 et JAK2 sont découvertes par AF Wilks en 1989 grâce à une méthode de screening par PCR. On commençait à se rendre compte à l'époque que les domaines tyrosine-kinase étaient très conservés dans l'évolution des espèces, notamment dans la région catabolique, c'est-à-dire que les séquences génétiques qui codent les séquences d'acides aminés chargées de l'activité tyrosine-kinase de la protéine, étaient très souvent les mêmes (par exemple les régions tyrosine-kinase de c-Src, de c-Yes, de c-Abl, de c-Met, de EGF-R, de PDGF-R, du récepteur de l'insuline, etc.). Wilks et ses collègues n'eurent qu'à fabriquer des sondes d'amplification similaires aux sous-régions qu'ils pensaient être les plus conservées parmi les gènes codant une région protéique à activité tyrosine-kinase et aller littéralement à la pêche aux gènes dans lesquels se situeraient ces régions cataboliques tyrosine-kinase. Les sondes utilisées pour les PCR de screening furent donc injectées à l'aveugle dans des génomes de lymphocytes (faciles à obtenir). Les nouvelles protéines à domaines tyrosine-kinase ont ainsi été nommées Janus kinase pour « Just another kinase». Dans la mythologie romaine, le Dieu Janus représenté par un visage à deux faces, était le dieu des portes. Les deux faces du Dieu Janus pouvant faire allusion aux deux domaines de phosphorylation de la protéine JAK2.

## Structure
| Paramètres        | Janus-kinase 2                                         |
| ----------------- | ------------------------------------------------------ |
| Acides aminés     | 1132                                                   |
| Poids moléculaire | 130,7 kDa                                              |
| Domaines          | 4:                                                     |
|                   | Un domaine de liaison au récepteur (JH-7 à JH-5)       |
|                   | Un domaine "pseudo-SH2" (JH4-JH3)                      |
|                   | Un domaine pseudokinase (JH-2)                         |
|                   | Un domaine kinase (JH-1) où se fera la phosphorylation |

## Localisation du gène et de la protéine chez les mammifères

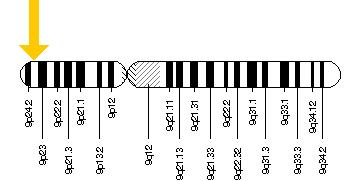
locus du gène JAK2 sur le chromosome 9 humain

Le gène codant la protéine est situé sur le chromosome 9 humain, locus 9p24.1, et sur le chromosome 19 de souris. La protéine est exprimée au niveau du cytoplasme et vient se lier sur la partie intracellulaire du récepteur aux cytokines. Elle est tissu-spécifique et on la retrouve dans les cellules sanguines (globules rouges, macrophages, plaquettes), dans les ganglions lymphatiques et la moelle osseuse. 

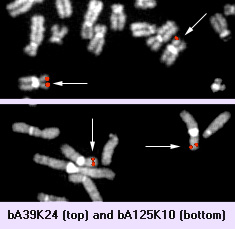

## Fonctions
JAK2 phosphoryle une variété de protéines intracellulaires sur leurs résidus tyrosine, une fois activée par le récepteur sur lequel elle est liée. La liaison du ligand au récepteur entraîne une auto-phosphorylation de JAK2 qui se dimérise et vient phosphoryler des résidus tyrosines sur son récepteur. Par la suite, cette phosphorylation vient attirer d’autres molécules de signalisation (des STATs, par exemple) pour les phosphoryler à leur tour. Ces substrats sont des facteurs de transcription. Ils migreront jusqu’au noyau et moduleront l’expression de gènes cibles. Ces cascades de phosphorylation entraînent ultimement :
- la prolifération cellulaire (par la voie des MAP3-Ks) ;
- l’inhibition de l’apoptose (par la voie des PI3-Ks/AKT) ;
- la croissance cellulaire (par la voie des STAT1 et STAT5) ;
- la vitesse de migration (en activant des protéines du cytosquelette) ;
- la différenciation des cellules myéloïdes (inconnue).

Par ailleurs, JAK2 a un rôle très important lors de l’embryogenèse au niveau de l’hématopoïèse. Le knock-out du gène codant JAK2 chez la souris entraîne la mort au 12e jour de gestation par absence de globules rouges.

## Maladies liées
La première mutation sur le JAK2, responsable de certains syndromes myéloprolifératifs, a été identifiée en 2005. C'est le cas, en particulier, de la maladie de Vaquez où est retrouvée, dans plus de 80 % des cas, une mutation unique (dite « JAK2 V617F » )sur ce gène. C’est une mutation somatique à la base de l’hématopoïèse qui développerait ces syndromes myéloprolifératifs, en changeant un nucléotide (un G pour un T) sur le gène JAK2. Cette substitution au codon 617, changeant la valine en une phénylalanine est responsable de l’indépendance des progéniteurs hématopoïétiques aux facteurs de croissance. La cellule mutée est donc protégée de l’apoptose induite par des agents cytotoxiques. Cette mutation est dite facilitante en augmentant l'activité de l'enzyme. 
D'autres mutations ont été décrites, sur l'exon 12. De plus, des gènes de fusion TEL-JAK2 ont été retrouvés chez des patients atteints de leucémie.

## Cible thérapeutique
Le ruxolitinib est un inhibiteur des JAK1 et JAK2. Il est testé dans le traitement de certains syndromes myéloprolifératifs. Il a une certaine efficacité sur la splénomégalie myéloïde et semble, en particulier, plus efficace que les traitements usuels dans cette indication. Le baricitinib a la même action sur les janus-kinases.
Le tofacitinib est un inhibiteur sélectif des JAK1 et JAK3, tout en préservant relativement le JAK2. Il semble prometteur dans le traitement de la polyarthrite rhumatoïde.